# Non-game
Non-game là một loại phần mềm nằm trên ranh giới giữa video game, đồ chơi và các ứng dụng. Nguồn gốc thuật ngữ của trò chơi non-game do chủ tịch Nintendo Iwata Satoru tạo ra, mà ông mô tả như là "một hình thức giải trí thực thụ mà không có người chiến thắng hay thậm chí đi đến một kết thúc thực sự". Sự khác biệt chính giữa non-game và video game truyền thống là thiếu đi mục đích, mục tiêu và thử thách cụ thể. Điều này cho phép người chơi một mức độ tự thể hiện thông qua kiểu chơi dạng tự do, để họ có thể tự đặt mục tiêu riêng mà mình giành được. Non-game đặc biệt thành công trên các hệ máy Nintendo DS và Wii, nơi có một loạt các tựa game Nhật Bản đã lôi kéo một số lượng lớn các game thủ bình thường.
Non-game đã tồn tại từ những ngày đầu của video game, dù chưa có một thuật ngữ cụ thể dành cho nó. Trong số những ví dụ sớm nhất là Alien Garden của Jaron Lanier (Epyx, 1982), I, Robot (Atari 1983) với sự xuất hiện một "chế độ ungame" đặc biệt gọi là "Doodle City" và Psychedelia của Jeff Minter (Llamasoft, 1984) với một sự tổng hợp tương tác nhẹ. Tựa game mô phỏng SimCity được gọi là một phần mềm đồ chơi của nhà sáng tạo Will Wright, vì không có mục tiêu cuối cùng trong phần chơi chính (kịch bản với mục tiêu tồn tại trong một số hiện thân của game, chẳng hạn như Sim City 2000, nhưng đó không phải là trọng tâm). Dr. Kawashima's Brain Training (Brain Age) là một tựa game với một loạt các câu đố và bài tập được thiết kế để giúp người chơi phải động não. Thể loại MUD dù được thống trị bởi các game nhập vai máy tính, từ lâu đã đề cao nhiều non-game như những MUD xã hội, MUD mang tính giáo dục và người nói. Second Life cũng có thể được coi là một non-game, vì tính năng của nó cho phép sử dụng như trò chơi và ứng dụng như nhau. Một trong những ví dụ mới nhất của một non-game là trò Wii Fit của Nintendo cho phép người dùng làm bài tập và theo dõi cân nặng của mình mà không đòi hỏi lối chơi hướng đến mục tiêu. Korg DS-10 là một chương trình giả lập tổng hợp cho DS được thiết kế dành riêng cho việc sáng tác âm nhạc.